# Colégio das Caldinhas
O Colégio das Caldinhas, também conhecido por vezes como "Colégio de Santo Tirso", é um complexo educativo constituído pelo Instituto Nun'Alvres, por um Jardim de Infância, pela OFICINA, nome de uma escola profissional, pelo Conservatório de Música e pela escola profissional ARTAVE.
É também comum referir-se o Instituto Nun'Alvres como Colégio das Caldinhas.

## História
Depois de ter sido expulsa de Portugal pelo Marquês de Pombal em 1759 e pelo novo governo liberal saído da Guerra Civil portuguesa, em 1834, a Companhia de Jesus regressa ao país em 1858 e funda o Colégio de Maria Santíssima Imaculada, mais conhecido como Colégio de Campolide, no conjunto de edifícios onde hoje em dia funcionam o Campus de Campolide da Universidade Nova de Lisboa.
Na sequência da expulsão das ordens religiosas em 1911, a Companhia teve, pela terceira vez em pouco mais de século e meio, que deixar Portugal. Nessa altura parte dos padres do Colégio de Campolide vai para a Bélgica. Aí fundam em Jette-Saint-Pierre, arredores de Bruxelas, um colégio para alunos Portugueses chamado Instituto Nun'Álvares (INA).
Para escapar à guerra que se adivinhava e para se aproximarem de Portugal, em 1914 o INA muda-se para Los Placeres, Pontevedra, na Galiza e daí, em 1916, para a povoação de La Guardia (Pontevedra) mesmo diante de Caminha, onde continuaram a receber alunos Portugueses.
Em La Guardia o INA funcionava em regime de internato masculino. Estando tão perto de Portugal permitiu ao colégio receber mais alunos Portugueses que em 1927 chegavam já aos 264. 
Com a implantação da república, o governo Espanhol começou a dificultar a travessia da fronteira com Portugal e em 1932 ordenou a dispersão dos padres que vivessem em comunidade, o que apressou o já previsto retorno em Portugal. Nessa altura o INA instalou-se no antigo Hotel das Caldas da Saúde, perto de Santo Tirso, o que levou a que este ficasse conhecido como Colégio das Caldinhas.
Chegava, deste modo, ao fim, a constante mobilidade do Instituto Nun'Álvres com a sua permanente instalação em Santo Tirso.
Em 30 de setembro de 1952, um grande incêndio destruiu parte do edifício do colégio.
Em 1957 foi feito o projeto de enquadramento paisagistico da fachada principal do colégio, pelo arquitecto paisagista Francisco Caldeira Cabral.
Em 1970 passou a ter frequência mista e em 1981 acabou o regime de internato.

## Referência
Instituto Nun'Alvres